# ساكن أبو بكر (الوضيع)

تعديل مصدري - تعديل

ساكن أبو بكر هي إحدى قرى عزلة  الوضيع بمديرية الوضيع التابعة لمحافظة أبين، بلغ تعداد سكانها 30 نسمة حسب تعداد اليمن لعام 2004.